# باشگاه فوتبال آختامار
باشگاه فوتبال آختامار (ارمنی: Ֆուտբոլային Ակումբ Ախթամար؛ انگلیسی: FC Akhtamar) یک باشگاه فوتبال در شهر سوان و در کشور ارمنستان بود که در لیگ برتر فوتبال ارمنستان بازی می‌کرد. این باشگاه در سال ۱۹۹۰ میلادی تأسیس شد و در اوایل سال ۱۹۹۴ میلادی به دلیل مشکلات مالی منحل شد و در حال حاضر در سطح فوتبال حرفه‌ای فعالیتی ندارد.

## آمار لیگ
| ارمنستان (۱۹۹۲ – ۱۹۹۳) |              |     |      |     |       |      |        |          |     |        |      |
| فصل                    | دسته         | سطح | بازی | برد | تساوی | باخت | گل زده | گل خورده | +/- | امتیاز | مکان |
| ۱۹۹۲                   | لیگ برتر     | ۱   | ۲۲   | ۵   | ۵     | ۱۲   | ۲۸     | ۴۲       | -۱۴ | ۱۵     | ۲۲.  |
| ۱۹۹۳                   | لیگ دسته اول | ۲   | ۲۲   | ۱۳  | ۳     | ۶    | ۴۵     | ۱۶       | -۲۹ | ۲۹     | ۴.   |

## یادداشت
1. ↑  Lchashen Stadium